# NZ Skeptics
NZ Skeptics är en nyzeeländsk ideell förening som grundades 1986 med syfte att främja kritiskt tänkande. Föreningen granskar pseudovetenskapliga påståenden som homeopati och kreationism.

## Historia
Föreningen grundades 1986, då under namnet New Zealand Committee for the Scientific Investigation of Claims of the Paranormal, av David Marks, Denis Dutton, Bernard Howard, Gordon Hewitt, Jim Woolnough, Ray Carr and Kerry Chamberlain. Trots att organisationens ursprungliga namn antydde att man endast sysslade med paranormala påståenden så började man snart även granska andra former av pseudovetenskap.

## Verksamhet

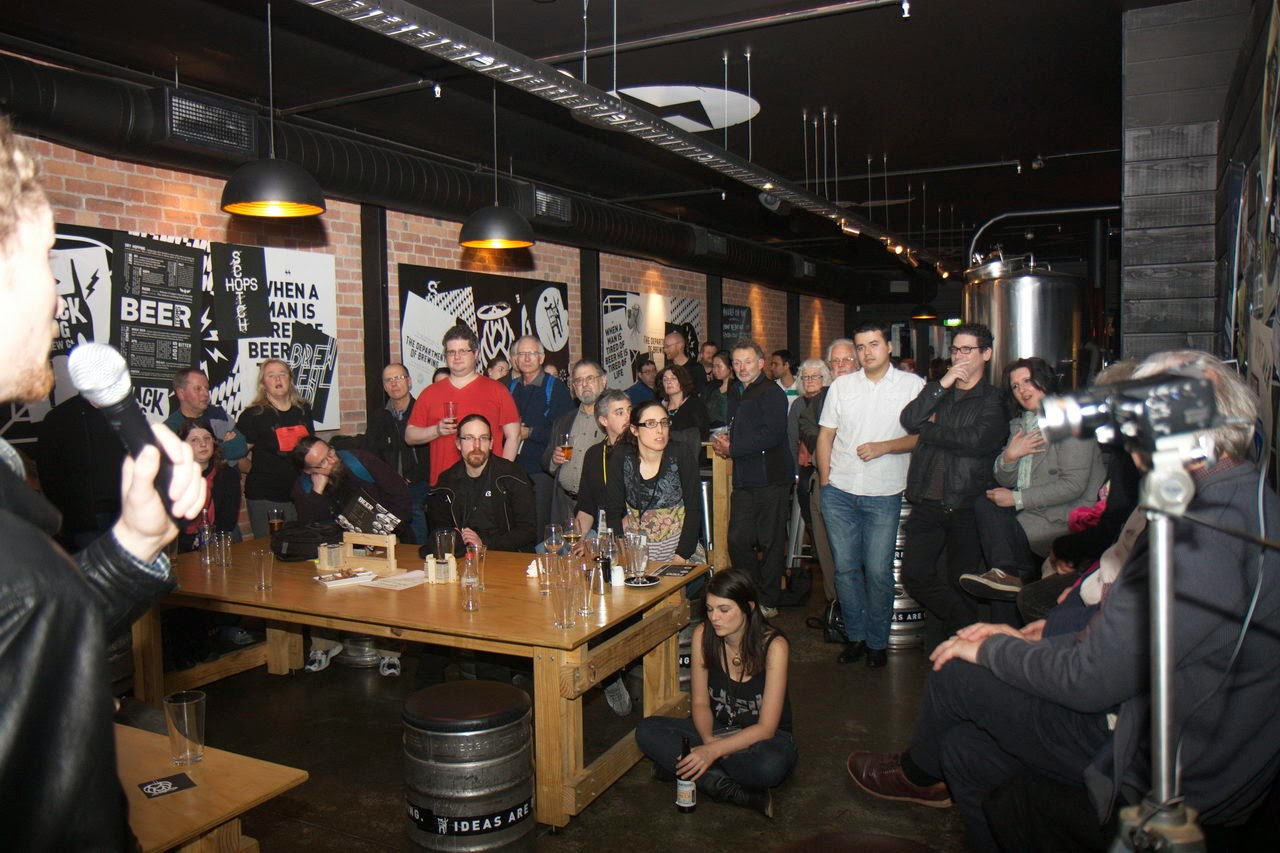
SkeptiCamp i Wellington 2013

Föreningen håller årliga konferenser, främst i någon av Nya Zeelands tre större städer, Auckland, Wellington och Christchurch.
Man ger ut tidskriften The New Zealand Skeptic en gång i kvartalet till föreningens alla medlemmar. Tidskriften har utkommit sedan 1986.
Den 30 januari 2010 så tog föreningens medlemmar medlemmar i Christchurch en överdos av homeopatiska piller i protest mot att apoteken säljer homeopati. Protesten ägde rum samma dag som liknande protester skedde i Storbritannien.
Nya Zeelands första SkeptiCamp ägde rum i Black Dog Brewery i Wellington.
Skeptics in the Pub anordnas regelbundet i Auckland, Hamilton, Hawkes Bay, Palmerston North, Wellington, Christchurch, Wanaka, Dunedin, och Invercargill.

## Utmärkelser
Föreningen delar årligen ut ett antal utmärkelser.

### Bravo Awards
Bravo Awards delas ut till personer som bidragit med kritisk analys och viktig information inom områden av intresse för föreningen.

### Denis Dutton Skeptic of the Year Award
Denis Dutton Skeptic of the Year Award delas varje år ut till den skeptiker som haft störst påverkar inom nyzeeländsk skepticism. Med priset kommer ett års gratis medlemskap i NZ Skeptics och en prissumma på 100 NZD.

### Bent Spoon Award
Bent Spoon Award delas årligen ut till den nyzeeländska organisation som uppvisat stor godtrogenhet eller brist på kritiskt tänkande när det kommer till en vetenskapsrelaterad fråga.